# 我無法停止看你
《我無法停止看你》（英語：Can't Take My Eyes Off You），是一首弗蘭基·瓦利於1967年發行的英語流行單曲，由鮑伯·克魯與鮑伯·高迪歐創作。它是一首相當知名的歌曲，有許多人曾經重新翻唱，如安迪·威廉斯。在英語世界之外，它也被翻唱成許多不同語言與國家的歌曲。